# Auflagemaß
Das Auflagemaß (auch Flanschbrennweite oder Anlagemaß, englisch flange focal distance) ist ein Begriff aus der technischen Optik. Es definiert den Abstand zwischen der Bildebene, also Film oder Bildsensor, und der Befestigungsfläche des Objektivs. Zusammen mit einem festgelegten Objektivbajonett ergibt sich aus der Geometrie des optischen Strahlengangs der maximale bildseitige Öffnungswinkel und somit die kleinste mögliche Blendenzahl des Objektivs bei Offenblende.
In vielen optischen Geräten ist das Auflagemaß eine fest eingestellte Größe. Das ist jedoch nicht immer der Fall.

## Fototechnik
Das Auflagemaß bezeichnet die Entfernung zwischen der Filmebene (bzw. Sensorebene) und der Auflagefläche des Objektivs.
Unterschiedliche Kamerasysteme verwenden unterschiedliche Auflagemaße, die möglichst bis auf Toleranzen von ± 0,01 mm eingehalten werden sollten, damit die Scharfstellung des Objektivs mit der darauf befindlichen Entfernungsskala übereinstimmt. Das ist wichtig für die Verwendung von Kameras ohne direkte Schärfenkontrolle des auf der Fläche des Films oder Bildsensors erzeugten Bildes. Insbesondere die Funktion von Messsucherkameras ist auf eine genaue Abstimmung des Auflagemaßes von Kamera und Objektiv angewiesen. Ist das Auflagemaß der Kamera größer als das Auflagemaß, für welches das verwendete Objektiv konstruiert wurde, kann die Unendlichkeitseinstellung des Objektivs nicht mehr erreicht werden, denn in Unendlichkeitseinstellung erreichen Teile des Linsensystems ihren kürzesten Abstand zur Bildebene. Ist das Auflagemaß der Kamera jedoch kürzer als das Auflagemaß, für welches das verwendete Objektiv konstruiert wurde, wächst der kürzeste Objektabstand, auf welchen das Objektiv noch scharf gestellt werden kann (Naheinstellgrenze). Ist die Differenz der Auflagemaße jedoch größer als der Weg, um den das Objektiv beim Fokussieren verschoben wird, ist auch hier keine Scharfstellung mehr möglich. Die Auflagemaßdifferenz kann ggf. durch Verwendung zusätzlicher Zwischenringe ausgeglichen werden.
Zur Justage des Auflagemaßes gibt es spezielle Messlehren, Abweichungen von der Kameranorm werden vom Kameraservice ggfs. durch dünne Unterlegscheiben unter dem Bajonettring ausgeglichen.
Die Position der Filmebene wird in der Regel durch einen Strich mit mittigem kleinem Kreis – meist oben – auf dem Kameragehäuse markiert. Diese Marke erlaubt eine Ablesegenauigkeit von bestenfalls 0,2 mm und ist Basis für die Abstandsmessung zum fotografierten Gegenstand gleich der einzustellenden Entfernung am Fokussierring des Objektivs, relevant besonders bei Makroaufnahmen und anderen Spezialaufgaben zur Berechnung des Abbildungsmaßstabs und der Bestimmung der Position der Objektebene. Diese Entfernung entspricht bei den einfachsten Optiken (dünne Linse oder Lochkamera) der Summe Bildweite+Gegenstandsweite.
Generell ist anzumerken, dass Spiegelreflexkameras (SLR) wegen des Platzbedarfs für den Spiegel ein deutlich größeres Auflagemaß als Messsucherkameras besitzen. Das gilt insbesondere für Mittelformat-Spiegelreflexkameras wie etwa die Pentacon Six.
Vom Gesichtspunkt möglichst vielfältiger Adaptionsmöglichkeiten von Fremdobjektiven an ein Kamerasystem sollte das Auflagemaß der Kamera möglichst klein sein, was, damit der Schwingspiegel nicht mit den Objektiven kollidiert, manchmal nur durch einen besonderen Klappschiebemechanismus für den Schwingspiegel erreichbar ist. Denn nur, wenn das Auflagemaß der Kamera kleiner ist als das des Objektivs, lässt sich ein Adapterring bauen, der zwischen Kamera und Objektiv platziert genau die Differenz der Auflagemaße ausgleicht. Andernfalls dagegen verlöre man, da die Bildebene des Objektivs in diesem Fall hinter der Ebene des Films bzw. Sensors läge, die Fokussiermöglichkeit auf Unendlich. So lassen sich viele Mittelformatobjektive mit ihren großen Auflagemaßen und Bildkreisen mittels spezieller Adapter gut an SLR-Kleinbildkameras anpassen und sogar als Tilt-und-Shift-Objektive nutzen, während das Umgekehrte kaum möglich ist.
Andererseits erlaubt ein größeres Auflagemaß der Kamera bei sonst gleichem konstruktivem Aufwand größere Rückschwingspiegel, was im Hinblick auf eine möglichst exakte Übereinstimmung von Sucherbild und Filmbild von Vorteil ist. Bei digitalen Kamerasystemen kann unter Umständen noch hinzukommen, dass bei kürzerem Auflagemaß der Verlauf mancher zur Abbildung beitragender Lichtstrahlen schräger ist, was für einige Bildsensoren problematisch sein kann, da diese in der Regel (anders als bei der klassischen analogen Fotografie auf lichtempfindlichem Film) winkelabhängige Empfindlichkeiten aufweisen.
In der Praxis jedoch sind Vor- und Nachteile der Kombination unterschiedlicher Auflagemaße gering. Gleichwohl sind bestimmte Objektive mit bestimmten Kamerasystemen nicht kombinierbar, weil deren Auflagemaße zu kurz oder zu lang sind. So haben etwa Nikon-SLRs ein eher langes Auflagemaß, was die Auswahl an Fremdobjektiven, die mit diesen Kameras benutzt werden können, stark einschränkt. Für einzelne Fälle, in denen die Adaption erwünscht ist, obgleich das Auflagemaß der Kamera zu groß für die Kombination des gewählten Objektivs ist, gibt es Adapterringe mit eingebauter Korrekturlinse. Ohne ein entsprechendes zusätzliches optisches Element bleibt die Verwendung auf die Scharfstellung bei relativ kurzen Objektabständen beschränkt (Nahaufnahmen).

## Videotechnik
An Kameras mit fest eingebautem Objektiv ist das Auflagemaß in der Regel fest eingestellt. Wechselobjektive mit standardisiertem Objektivbajonett, beispielsweise B3 oder B4, lassen sich an Kameras unterschiedlicher Hersteller verwenden. Bei diesen Objektiven ist das Auflagemaß manuell einstellbar, beispielsweise, um Fertigungstoleranzen und Temperaturunterschiede ausgleichen zu können.
Beim Einstellen des Auflagemaßes wird die hinterste Linsengruppe kurz vor dem Bildsensor oder Film in Richtung der Objektivachse verschoben. Nur bei korrekt eingestelltem Auflagemaß ist der eingestellte Schärfebereich bei allen Brennweiten konstant.
Der Auflagemaßring befindet sich am hinteren Ende des Objektivs. Häufig befindet sich dort noch ein einrastbarer Zusatzring, der für Makroaufnahmen benutzt wird. Dieser Ring verschiebt die gleiche Linsengruppe wie der Auflagemaßring, kann aber im Unterschied zu diesem wieder in die Ausgangsposition eingerastet werden, wenn die Macrofunktion nicht mehr benötigt wird.
Zur Einstellung des Auflagemaßes wird ein Bild mit starken Kontrasten benötigt (gewöhnlich ein sogenannter Siemensstern). Der Stern wird zum Einstellen 3–5 Meter vor der Kamera platziert. Die Kamera sollte sich auf derselben Höhe wie der Siemensstern befinden. Die Beleuchtung muss so sein, dass das Bild bei komplett offener Blende gut zu sehen ist. Wird es zu hell, empfiehlt es sich, einen ND-Filter vorzuschalten oder den Shutter zu verstellen.
Röhrenmonitore, die die Funktion Blue Only bieten, zeigen aufgrund eines eigentlich unerwünschten Nebeneffektes ein deutliches Flimmern im Siemensstern, wenn die Schärfe stimmt. Diese Eigenschaft hilft bei der Einstellung des Auflagemaßes. LC-Monitore können das nicht, auch wenn sie eine „Blue Only“-Taste haben.
Wenn das Auflagemaß nicht stimmt, ist eine einmal eingestellte Schärfe nicht für den gesamten Brennweitenbereich korrekt. Das ist insbesondere bei Zoomfahrten, also der Brennweitenänderung im „ON“ ein Problem, da man hier die Schärfe manuell nachjustieren müsste. Auch muss man sich bei der Schärfebeurteilung des Bildes auf den Sucher oder einen Monitor verlassen, welche oft keine geeignete Schärfekontrolle ermöglichen.

## Übersicht gängiger Auflagemaße
| Spiegellose Fotokameras            |                  | |
| Anschluss                          | Auflagemaß in mm | Bemerkungen |
| Kleinbild-Messsucher               |                  | |
| Braun Paxette M39 × 1 Gewinde      | 44,00            | typisches Auflagemaß für M39-Objektive, mit Ausnahme von Leica-M39 (auch L39 genannt) und dem Russischen Spiegelreflex M39; ein typisches M39-Objektiv erfordert also für den Leica-Einsatz einen Distanzring |
| Altix                              | 42,50            | Wechselobjektive Altix V |
| Contax                             | 34,85            | Objektivbajonett für Carl Zeiss Contax I bis III (1932 bis 1945), IIa und IIIa (1950 bis 1962); kompatibel mit Kiev 1 bis 4m (1946 bis 1987); bedingt kompatibel zu Nikon-S (Auflagemaß und Objektivbajonett stimmen überein, aber die Entfernungsmessung liegt nur dann innerhalb der Toleranz, wenn das Objektiv eine Brennweite von nicht mehr als 35 mm hat); nicht zu verwechseln mit Contax-G, -N, -645, -S und -RTS / -MM / -MT / -ST / -S2 / -RX / -AX                                           |
| Nikon S                            | 34,85            | bedingt kompatibel zu Contax (Auflagemaß und Objektivbajonett stimmen überein, aber die Entfernungsmessung liegt nur dann innerhalb der Toleranz, wenn das Objektiv eine Brennweite von nicht mehr als 35 mm hat) |
| Robot                              | 31,00            | |
| Contax-G-System                    | 29,00            | gehört zu einem Kamerasystem der Firma Kyocera, dessen Kameras Mitte der 1990er Jahre hergestellt wurden |
| Leica M39 × 26tpi Schraubgewinde   | 28,80            | ein M39-Gewinde mit 1/26″ Steigung, bei Leica-Adaptern auch L39-Gewinde genannt; Objektive mit diesem Auflagemaß und dem sehr ähnlichen metrischen Gewinde M39 x 1 wurden in der UdSSR und in Japan beim Kopieren des Leica-Gewindes hergestellt; Erfahrungsgemäß sind beide Objektivtypen untereinander austauschbar, jedoch greifen in der Steigung nicht genau passende Gewinde nur auf einem geringen Teil der Schraubenlinie, sind daher als Unpaar weniger belastbar und anfälliger für Verschleiß |
| Nikonos                            | 28,00            | |
| Konica KM-Bajonett (Hexar RF)      | 28,00            | kompatibel zum Leica M-Bajonett (der Unterschied der nominellen Auflagemaße ergibt sich durch unterschiedliche Messverfahren – Konica misst von Bajonett-Auflagefläche zu Filmandruckplatte; Leitz/Leica misst von Bajonettauflagefläche zur Mitte zwischen Filmführungsschiene und Filmandruckplatte – effektiv ist es dasselbe Auflagemaß) |
| Leica-M-Bajonett                   | 27,80            | auch Voigtländer VM, Epson EM und Zeiss ZM; kompatibel mit dem Minolta M-Bajonett |
| Minolta M-Bajonett (CL/CLE)        | 27,80            | kompatibel mit dem Leica M-Bajonett |
| Digitale spiegellose Kamerasysteme |                  | |
| Leica-M-Bajonett                   | 27,80            | gleiches Bajonett wie oben; das Leica-M-System umfasst auch Digitalkameras |
| Fujifilm G-Bajonett                | 26,70            | Mittelformat |
| Samsung NX                         | 25,50            | Samsung-NX-Serie (Verkauf 2016 eingestellt) |
| Canon RF-Bajonett                  | 20               | Canon EOS R |
| L-Mount                            | 20               | L-Bajonett-Allianz: APS C: Leica T, CL und TL2; Vollformat: Leica SL (ab 2015); Panasonic (ab 2019) und Sigma (mit Foveon-Bildsensor) |
| Micro Four Thirds                  | 19,25            | Panasonic Lumix G, Olympus-Serien E-P und OM-D |
| Hasselblad XCD-Bajonett            | 18,14            | für Hasselblad X (Mittelformat) |
| Sony E-Bajonett (E-Mount)          | 18               | auch NEX- oder fälschlicherweise FE-Mount genannt; Systemkameras der Alpha- und Alpha-NEX-Serie (APS-C und Kleinbildformat); nicht zu verwechseln mit Olympus E-Bajonett und Sony A-Bajonett (das für einen anderen Teil der Alpha-Serie produziert wurde) |
| Canon-EF-M-Bajonett                | 18               | Canon EOS M und Nachfolger (APS-C) |
| Fujifilm-X-Bajonett                | 17,70            | Fujifilm-X-Serie (APS-C) |
| Nikon CX                           | 17               | Nikon-1-Serie (Verkauf 2018 eingestellt) |
| DJI DL                             | 16,84            | DJI Zenmuse X7 |
| Nikon Z-Bajonett                   | 16               | für Kleinbildformat |
| Pentax Q-Bajonett                  | 9,20             | Pentax Q |
| Samsung NX-M                       | 6,95             | Samsung NX mini |

| Fotokameras mit Spiegeltechnik                                                                               |                  | |
| Anschluss | Auflagemaß in mm | Bemerkungen |
| Kleinbild-Spiegelreflex                                                                                      |                  | |
| Novoflex A-Bajonett (Schnellschuss)                                                                          | 63,3             | gemessen; nicht zu verwechseln mit Sony A-Bajonett und Minolta A-Bajonett |
| Vivitar T2 Schraubgewinde (M42 × 0,75)                                                                       | 55,00            | nicht zu verwechseln mit M42 × 1 Schraubgewinde |
| Praktina Klemmbajonett                                                                                       | 50,00            | |
| Contax-N-System                                                                                              | 48,00            | gehört zu einem Kamerasystem der Firma Kyocera, der Contax N1 und NX, die von 2000 bis 2005 hergestellt wurden; kompatibel zur Contax N Digital aus dem Jahr 2002 |
| Icarex BM | 48,00            | |
| Leica-R-Bajonett                                                                                             | 47,00            | |
| Nikon-F-Bajonett                                                                                             | 46,50            | Ai, Ai-S |
| Olympus OM-Bajonett                                                                                          | 46,00            | |
| Contarex | 46,00            | |
| Yashica MA-Bajonett (230AF etc.)                                                                             | 45,8             | indirekt gemessen |
| Mamiya ZE-Bajonett                                                                                           | 45,50            | Mamiya ZE, ZM, NC, Sears CS |
| C/Y-Bajonett                                                                                                 | 45,50            | Yashica und Contax RTS-System (ein Kamerasystem der Firma Kyocera, passend zur Contax RTS I bis III sowie Contax 159MM, 167MT, ST, S2b, RX, AX und RXII aus den Jahren 1974 bis 2005); als Besonderheit zu allen anderen Kleinbild-Spiegelreflexkameras mit Autofokus erfolgt bei der Contax AX die Fokussierung durch Verschieben der Filmebene anstatt durch Verstellen des Objektivs, wodurch manuelle Objektive automatisch fokussiert werden |
| M42 × 1 Schraubgewinde                                                                                       | 45,46            | Pentacon (nicht Pentacon Six), Pentax, Contax S, Praktica, Zeiss ZS; nicht zu verwechseln mit M42 x 0,75 (T2 Schraubgewinde) |
| Pentax K-Bajonett                                                                                            | 45,46            | auch „PK Mount“ genannt; wurde von zahlreichen Herstellern lizenziert und verbaut, u. a. von Ricoh, Chinon, Petri, Samsung |
| Russ. Spiegelreflex (Zenit) M39 × 1 Gewinde                                                                  | 45,20            | kann mit Gewindering auf M42 adaptiert werden, wobei eine geringe Auflagemaßdifferenz zu den 45,46 mm der M42 verbleibt (wird bei einer Kamera mit einem geringeren Auflagemaß ein Adapter verwendet, der die Distanz zu M42 ausgleicht, lässt sich ohne mechanisches Nacharbeiten des Adapters um 0,26 mm der Fokusbereich nicht bis unendlich nutzen – mitunter sind diese Adapter aber von Haus aus dünner, sodass eine Nachbearbeitung nicht notwendig ist; abhängig vom Objektiv kann alternativ auch die Entfernungseinstellung entsprechend justiert werden). |
| Exakta-Bajonett                                                                                              | 44,70            | Exakta-Kine, -RTL und -Varex (kurz VX); die meisten Exa-Kameras verwenden ebenfalls das Exakta-Bajonett (abgesehen von den Modellen Exa Ib und 1c, die mit dem M42-Gewindeanschluss ausgerüstet sind); nicht zu verwechseln mit dem Exakta 66 Bajonett |
| Topcon RE-Bajonett                                                                                           | 44,70            | wie Exakta |
| Rollei 35mm QBM-Bajonett (z. B. Rollei SL-2000, 3003, SL350, SL35)                                           | 44,50            | von Carl Zeiss AG bestätigter Wert für das QBM-Bajonett (QBM mount). |
| Voigtländer QBM-Bajonett (Modelle: VSL 1 [II. Version] VSL 2 und 3)                                          | 44,50            | identisch mit dem Rollei 35mm QBM-Bajonett Der falsche Wert 44,70 wurde von US-Webseiten vielfach verbreitet. |
| Minolta A-Bajonett (AF)                                                                                      | 44,50            | auch A-Mount genannt; AF, AF-i, AF-xi, AF-D, AF-SSM; kompatibel mit A-Bajonett von Konica Minolta und Sony; nicht zu verwechseln mit Novoflex A-Bajonett |
| Praktica B-Bajonett                                                                                          | 44,40            | |
| Canon-EF-Bajonett (EOS)                                                                                      | 44,00            | |
| Praktiflex M40 × 1 Gewinde                                                                                   | 44,00            | |
| Sigma SA-Bajonett                                                                                            | 44,00            | Sigma SA-9, SA-300 |
| Minolta SR-Bajonett (MF)                                                                                     | 43,50            | Minolta SR, MC, MD |
| Fujica-X-Bajonett                                                                                            | 43,50            | |
| Wrayflex M41.2 Gewinde                                                                                       | 42,05            | |
| Canon-FD-Bajonett (FD/FL)                                                                                    | 42,00            | |
| Miranda-Bajonett                                                                                             | 41,50            | |
| Konica F-Bajonett                                                                                            | 40,50            | |
| Konica AR-Bajonett                                                                                           | 40,50            | |
| Alpa Bajonett                                                                                                | 37,80            | |
| Olympus Pen F-Bajonett (Halbformat)                                                                          | 28,95            | |
| Digital-Spiegelreflex (mit Schwingspiegel oder teildurchlässigem Spiegel) im APS- oder Kleinbildsensorformat |                  | |
| Contax N-Bajonett                                                                                            | 48,00            | gehört zu einem Kamerasystem der Firma Kyocera, der Contax N Digital aus dem Jahr 2002; kompatibel zur analogen Spiegelreflex-Kleinbildkamera Contax N1 und NX, die von 2000 bis 2005 hergestellt wurden |
| Nikon-F-Bajonett                                                                                             | 46,50            | Die Bezeichnung "DX" bedeutet, dass das Objektiv für ein APS-C-Sensorformat geeignet ist wie bei Nikon Pronea 600i (1996) und Pronea S (1998) / die Bezeichnung "FX" bedeutet die Eignung des Objektivs für Sensoren im Kleinbild-Format |
| Pentax K-Bajonett                                                                                            | 45,46            | auch „PK Mount“ genannt |
| Konica Minolta- / Sony Alpha A-Bajonett                                                                      | 44,50            | auch A-Mount genannt; die Bezeichnung "DT" bedeutet, dass das Objektiv für ein APS-C-Sensorformat geeignet ist wie bei Dynax 5D und 7D, Sony-Alpha SLT-55, SLT-77 / fehlt die Bezeichnung auf dem Objektiv, so ist es meist für Sensoren im Kleinbild-Format geeignet wie bei der SLT-99; das Bajonett ist kompatibel mit Minolta A-Bajonett; nicht zu verwechseln mit Novoflex A-Bajonett |
| Canon-EF-Bajonett (EOS)                                                                                      | 44,00            | auch EF-S |
| Sigma SA-Bajonett                                                                                            | 44,00            | Sigma SD9/SD10/SD14 |
| Olympus E-Bajonett (Four Thirds)                                                                             | 38,85            | auch Panasonic und Leica; nicht zu verwechseln mit Sony E-Bajonett |
| Minolta V-Bajonett                                                                                           | 36,00            | Die Bezeichnung "D" oder "DX" bedeutet, dass das Objektiv nicht für Sensoren im Kleinbild-Format geeignet ist, sondern nur für ein APS-C-Sensorformat wie bei Minolta Vectis S1 (1996) und Vectis S100 (1997) |
| Mittelformat-Spiegelreflex                                                                                   |                  | |
| Mamiya RB67-Bajonett                                                                                         | 111,00           | |
| Mamiya RZ67-Bajonett                                                                                         | 108,00           | |
| Rollei SL66                                                                                                  | 102,80           | |
| Pentax 6×7/67                                                                                                | 85,00            | |
| Kiev 80/88 Gewinde                                                                                           | 82,10            | Hasselblad 1600F-Nachbau |
| Hasselblad-Gewinde (1000F/1600F)                                                                             | 82,10            | |
| Hasselblad-Bajonett (200er, 500er, und 2000er-Serie)                                                         | 74,90            | |
| Pentacon Six                                                                                                 | 74,10            | auch Exakta 66 (nicht Exakta-Bajonett), Kiev-Mittelformat; nicht zu verwechseln mit Pentacon M42 |
| Praktisix Klemmbajonett                                                                                      | 74,10            | wie Pentacon Six |
| Primarflex / Primar Reflex                                                                                   | 82,00            | |
| Rollei SLX                                                                                                   | 74,00            | |
| Pentax 645-Bajonett                                                                                          | 70,87            | |
| Contax 645                                                                                                   | 64,00            | gehört zu einem Kamerasystem der Firma Kyocera, dessen Mittelformat-Kamera Contax 645 von 1998 bis 2005 hergestellt wurde |
| Mamiya 645-Bajonett                                                                                          | 63,30            | |
| Leica S | 53,00            | Digitales Kamerasystem |

| Videokameras             |                  | |
| Anschluss                | Auflagemaß in mm | Bemerkungen |
| Ikegami                  | 76,94            | (3,0291 Zoll) |
| Arri Maxi PL (für 65 mm) | 73,50            | |
| B4 (Sony) über Prisma    | 65,24            | (2,5685 Zoll) |
| Moviecam BNC             | 61,468           | (2,4200 Zoll) |
| Panavision (PanaMount)   | 57,15            | (2,2500 Zoll) |
| Arri Standard            | 52,00            | (2,0472 Zoll) |
| Arri Bajonett            | 52,00            | |
| Arri PL                  | 52,00            | |
| BTS                      | 50,45            | (1,9862 Zoll) |
| Eclair                   | 48,00            | (1,8898 Zoll) |
| B4 (Sony) in Luft        | 48,00            | |
| Aaton                    | 40,00            | (1,5748 Zoll) |
| CP                       | 38,10            | (1,5000 Zoll) |
| E-Mount                  | 18,00            | (0,708661 Zoll) auch ILCE und NEX-Mount genannt; kompatibel mit Sony E-Bajonett; nicht zu verwechseln mit Olympus E-Bajonett |
| C-Mount                  | 17,526           | (0,69 Zoll) |
| CS-Mount                 | 12,50            | |
| D-Mount                  | 12,29            | |
| M58×0,75 mm              | 12,00            | Für Industriekameras mit großen Sensorformaten                                                                               |